# Ammazza la mosca col flit
Ammazza la mosca col flit è la versione in italiano di un motivetto molto famoso negli Stati Uniti, ovvero Shave and a Haircut, Two Bits (che potrebbe essere tradotto come «Barba e capelli... 25 cents»).
Il motivo, costituito da due battute con sette note, fu scritto da un autore ignoto, ma la sua prima apparizione di cui si hanno notizie certe è nella canzone "At a Darktown Cakewalk", scritta da Charles Hale nel 1899. In seguito, questo stesso motivetto apparve in "Hot Scotch Rag" di H. A. Fischler (scritta nel 1911), in "In the 5:15" di Billy Murray and the American Quartet (scritta nel 1915) e in "Shave and a Haircut - Shampoo", scritta da Dan Shapiro, Lestor Lee e Milton Berle nel 1939. La melodia divenne popolare in Italia alla fine della seconda guerra mondiale, quando venne utilizzata per pubblicizzare il Flit, ovvero il DDT. Successivamente, questo motivo è stato utilizzato in altri spot pubblicitari, come quello del gorgonzola Gim della Invernizzi (dove però la melodia era cantata col testo Se c'è la goccia, è Gim) e uno spot del Sanbitter (al cui termine, dopo lo slogan Fatti un Sanbitter, la melodia era suonata da un assolo di tuba).
Delle parole esistono numerose variazioni, la più comune è forse "Ammazza la vecchia col flit", alla quale alcuni aggiungono la seconda strofa "E se non muore, col gas". Questa versione portò un ritorno di popolarità al motivo negli anni ottanta, per una famosa scena contenuta nel film Chi ha incastrato Roger Rabbit. La versione più popolare in lingua spagnola dello stesso brano è molto diffusa in Messico: Chinga tu madre, cabrón. Si tratta di un messaggio molto offensivo in quanto vuol dire "fotti tua madre, stronzo".
Il "Flit" stesso alle volte viene modificato erroneamente in "cric" o in "twist", oppure ancora in "flint" (quest'ultima era una marca di cucine a gas). Si tratta del nome commerciale con cui veniva distribuito il DDT.
Per via della sua brevità, del suo ritmo allegro e del suo terminare con due note piuttosto acute, il motivo viene spesso incorporato in melodie allegre di cui costituisce una conclusione strumentale.